# 三上三下
三上三下，為棒球術語，指某個半局中所有完成打擊的選手皆出局，沒有任何殘壘或得分的情形。通常的情況為連續三位打擊者都未能上壘而出局；但在少數情況下，即使進攻方有選手上壘，但該上壘者卻因冒險進壘、牽制或盜壘失敗而被觸殺、或之後的打者擊出雙殺打，則仍有可能形成三上三下，此種情況稱之為「變相的三上三下」。
英文當中的「1-2-3 inning」與三上三下的意思相近，但其條件更為嚴格，必須不能有任何的打者上壘。如果一場比賽中某一方每一局進攻的結果皆為「1-2-3 inning」，即可形成完全比賽。